# 胍
胍，又稱亞胺基甲二胺，是一个含氮的有机化合物，晶状固体，有强碱性，也称“氨基甲脒”，可由瓜氨酸氧化制得。一般以盐的形式使用，是有机合成（合成杂环化合物）、药物、染料合成的中间体。胍也存在于尿液中，是蛋白质的代谢产物。
胍可由碘化铵与氰氨化钙反应或尿素与氨加压反应制得。

## 碱性
胍的碱性与无机强碱相当，可以和酸成盐。其共轭酸胍盐正离子（或称胍鎓）是[CH6N3]+，pKa为13.5，是体内胍的存在形式。这种特殊的性质可归结于Y—芳香性。
| - 球棍模型 - 共振杂化体 |
|                         |

常见的胍盐包括：盐酸胍，属于离液剂（chaotropic），用于蛋白质的变性，以及硫氰酸胍、硝酸胍、碳酸胍等。

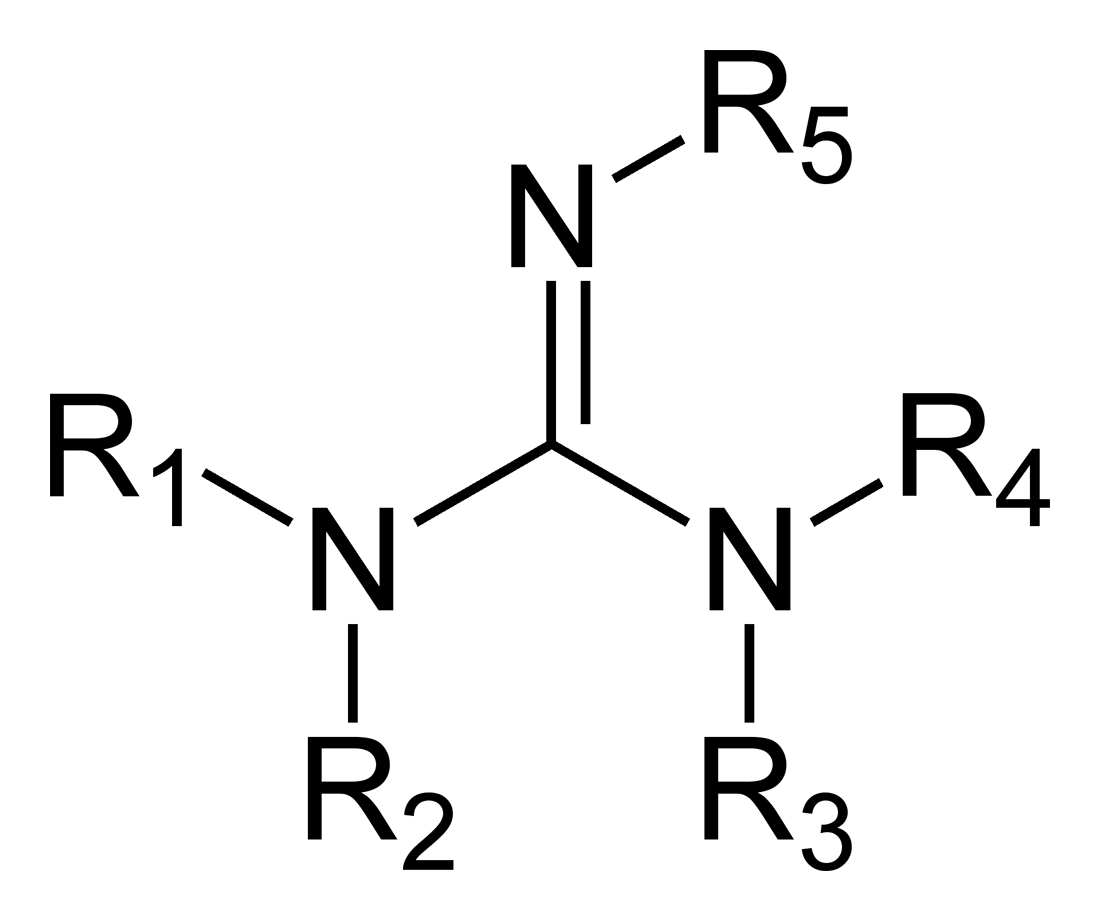
胍的衍生物。

## 衍生物
胍也可以指母体化合物胍形成的衍生物，通式为(R1R2N)(R3R4N)C=N-R5。胍衍生物属于胺醛，也具有亚胺的结构，例子包括TBD和石房蛤毒素。